# Kanada
Kanada (angleško in francosko Canada) je najsevernejša obmorska država v Severni Ameriki in meji na ZDA tako na severozahodu (na ameriško zvezno državo Aljaska) kot tudi na jugu (kar je najdaljša nebranjena meja na svetu). Država se razprostira od Atlantskega oceana na vzhodu do Tihega oceana na zahodu. Kanada se na severu dotika tudi Arktičnega oceana, kjer se njene ozemeljske zahteve raztezajo vse do Severnega tečaja. Kanadske ozemeljske vode na severovzhodu mejijo na ozemeljske vode Grenlandije, ki pripada Danski, tik pred obalo Nove Fundlandije se nahajata še otoka Svetega Petra in Mihaela, ki sta sestavni del Francije.
Kanada je za Rusijo na svetu druga največja država po površini, vendar ima s komaj 38 milijoni prebivalcev (večina jih živi na jugu države vzdolž meje z ZDA) zelo majhno gostoto poseljenosti, le okoli 4/km². Kanada je sodobna, tehnološko napredna in energetsko samozadostna država. Njeno gospodarstvo močno temelji na izkoriščanju naravnih virov.
Ime Kanada po najverjetnejši izmed hipotez izhaja iz huronsko-irokeške besede kanata, ki pomeni »vas«, »naselbina«.

## Zgodovina
Prvi prebivalci Kanade so prišli pred več kot 20.000 leti iz Azije po kopnem čez ožino, ki jo danes poznamo kot Beringov preliv. Našli so nenaseljeno celino z naravnimi bogastvi, ki so lahko preživljala človeka in živali. Nomadske skupine so prišle do gozdov na vzhodnem delu dežele približno 1000 let pr. n. št.
Okoli leta 1000 so pripluli do obale Severne Amerike Vikingi in na severu Nove Fundlandije ustanovili majhno oporišče. Ko je Krištof Kolumb odkril Ameriko, so takratne kolonialne sile - Španija, Anglija in Francija začele tekmovati za prevlado na odkriti celini. V 15. stoletju je John Cabot prispel do vzhodne obale Nove Fundlandije in jo razglasil za last angleškega kralja Henrika VII.. Konec 15. stoletja je francoski pomorščak Jacques Cartier raziskoval ustje Reke sv. Lovrenca in ustanovil prve francoske naselbine, francoski raziskovalci in misijonarji so v 16. stoletju v notranjosti dežele naleteli najprej na Hurune, Algokine in Irokeze. Prva prava oporišča so nastala šele po letu 1600. Francozi so se tako ustalili ob Reki sv. Lovrenca, Angleži pa so se naselili najprej na vzhodni obali celine (Nova Anglija), hkrati pa so iskali severozahodni prehod skozi arktične vode. Henry Hudson je pri tem odkril zaliv, ki je pomenil pristop do neizmerno bogatih virov krzna na celini. Leta 1670 so ustanovili Družbo Hudsonovega zaliva. Proti koncu 17. stoletja je postalo tekmovanje med Anglijo in Francijo še bolj izrazito. Leta 1682 so se začeli spopadi med obema silama. Leta 1759 je prišlo do odločilne bitke med britanskimi in francoskimi silami na Abrahamovi poljani tik ob mestu Quebec City. General James Wolfe se je odločil za tvegano taktiko izkrcanja z reke, ki pa je presenetila Francoze in vodila k njihovemu porazu. Leta 1763 je bila v Parizu podpisana mirovna pogodba, s katero se je končalo obdobje francoske oblasti v Kanadi. S quebeškim aktom so Britanci zagotovili francoskemu prebivalstvo Nove Francije pravico do rimsko-katoliške vere, francoskih zakonov in drugih privilegijev. Tako so omogočili, da se je francoska kultura obdržala na celini. Med Ameriško revolucijo so Kanado preplavili britanski rojalisti, ki so morali zapustiti Novo Anglijo. Njim so v 19. stoletju sledili škotski in irski priseljenci.
Ustavno je Kanada začela obstajati leta 1791 ko se je angleška kolonija razdelila na Zgornjo Kanado, ki je bila britanska in Spodnjo Kanado, ki je bila francoska. Leta 1837 je prišlo v Zgornji in Spodnji Kanadi do vstaj zaradi družbene napetosti in naraščajočega razočaranja zaradi omejitev, ki jih je vsiljeval britanski sistem uprave. Britanska vlada je privolila v reforme in tako sta bili obe Kanadi združeni z aktom o združitvi v Kanadsko provinco, katere glavno mesto je bilo sprva Montreal nato pa Ottawa. Leta 1867 je Kanada z zakonom o britanski Severni Ameriki postala zvezna država, ki jo je sestavljalo pet provinc. Prvi zvezni ministrski predsednik in tudi njen ustanovitelj je bil John A. Macdonald.
Leta 1858 je Nova Kaledonija postala britanska kolonija Britanska Kolumbija. Ko so ji obljubili, da bodo zgradili železnico, se je pridružila federaciji. Gradnja kanadske pacifiške železnice je odprla zahod in priseljenci iz Evrope so ustvarili družbeni mozaik, ki je značilen za zdajšnje prerijske province.
Že sredi 17. stoletja je prišlo do tekmovanj med Francijo in Anglijo za nova ozemlja. Nasprotja med Francijo in VB so med letoma 1689 in 1763 pripeljala do štirih vojn med priseljenci v novem svetu, v katerih je Francija postopoma izgubila večino ozemelj. Veliki Britaniji je morala prepustiti Novo Fundlandijo, Novo Škotsko in ozemlje okrog Hudsonovega zaliva. Čeprav je Kanada postala del Britanskega imperija, je bil francoski vpliv vedno močan in mnogi Kanadčani še danes govorijo francosko.
Leta 1867 je Kanada z zakonom o britanski Severni Ameriki postala zvezna država, ki so jo sestavljale province Ontario, Québec, Novi Brunswick in Nova Škotska. Imela je parlament po britanskem vzoru, državni poglavar pa je ostal britanski monarh, ki ga je zastopal generalni guverner.
Od leta 1905 dalje so se širile in nastajale nove province. Kanada se je od združitve uspešno politično uveljavljala navzven - med drugim je bila med ustanoviteljicami OZN in NATO - nikoli pa ji ni uspelo odpraviti notranjih nasprotij med angleško in francosko govorečima deloma prebivalstva v provinci Quebec. Kanada kakršno poznamo danes, obstaja šele od leta 1949, ko so se prebivalci Nove Fundlandije s plebiscitom odločili za priključitev h kanadski federaciji. To pa je bila zadnja stopnja v procesu, ki je potekal več kot štiri stoletja.

## Geografija
Kanada leži severno od ekvatorja ter zahodno od ničelnega poldnevnika v Greenwichu. Kanada je tudi najsevernejša obmorska država v Severni Ameriki in meji na ZDA tako na severozahodu (na ameriško zvezno državo Aljasko) kot tudi na jugu (kar je najdaljša nebranjena meja na svetu). Država se razteza od Atlantskega oceana na vzhodu do Tihega oceana na zahodu. Kanada se razteza od lovišč v vodah okrog Nove Fundlandije do visokih gora in prostranih gozdov Skalnega gorovja. Najjužnejše mesto Windsor leži na 42. vzporedniku, na severu pa sega Kanada vse do 84. vzporednika. Kanada se na severu dotika tudi Arktičnega oceana, kjer se njene ozemeljske zahteve razširjajo do Severnega tečaja. Kanadske ozemeljske vode na severovzhodu mejijo na ozemeljske vode Grenlandije, ki pripada Danski, tik pred obalo Nove Fundlandije se nahajata še otoka Svetega Petra in Mihaela, ki sta sestavni del Francije.
V sredini Kanade ležijo prerije, ravna prostranstva, ki jih uporabljajo predvsem za živinorejo in pridelovanje pšenice. Severna Kanada je pokrita z velikimi predeli gozdov in tundre, na zahodu države pa prevladuje Kaskadno gorovje.

### Province in ozemlja
Kanada je upravno razdeljena na deset provinc in tri ozemlja. Province imajo precej velike pristojnosti in so razmeroma suverene, medtem ko so ozemlja bolj podrejena zvezni vladi. Province in ozemlja imajo svoja lastna enodomna zakonodajna telesa.
| Province | Ozemlja |
| --- | --- |
| - Alberta - Britanska Kolumbija (British Columbia) - Manitoba - Novi Brunswick (New Brunswick (angl.) - Nouveau-Brunswick (fr.) - Nova Fundlandija in Labrador (Newfoundland and Labrador) - Nova Škotska (Nova Scotia) - Ontario - Otok princa Edvarda (Prince Edward Island) - Québec - Saskatchewan | - Severozahodni teritoriji (Northwest Territories) - Nunavut, 1. aprila 1999 izločeno iz Severozahodnega ozemlja - Jukon (Yukon) |

### Zastava
Glej članek: Zastava Kanade
Kanadska zastava je rdeče-bele barve in v sredini ima javorjev list. Zasnovala sta jo George Stanley in John Matheson na osnovi zastave Kraljeve vojaške šole. Zastava je 15. februarja 1965 nadomestila kolonialno britansko zastavo, v kateri je bila levo zgoraj zastava Združenega kraljestva (Union Jack), na rdečem ozadju pa desno še grb.

## Gospodarstvo

### Industrija
Kanada je ena izmed sedmih svetovnih industrijskih velesil z visoko razvito in na svetovnem trgu konkurenčno industrijo, ki v veliki meri temelji na naravnem bogastvu in poceni domači energiji. Je tesno navezana na ZDA, z visokim deležem ameriškega kapitala, zlasti v avtomobilski, kemični, elektrotehnični in elektronski industriji.
Energetsko bogastvo, predvsem premog, nafta, zemeljski plin in vodna sila, je temelj kanadskega gospodarstva. Večina industrijske proizvodnje je zgoščena okrog Velikih jezer in Reke svetega Lovrenca. Med najpomembnejšimi panogami so letalska industrija, industrija prometnih sredstev ter visokotehnološka industrija. Po vsej Kanadi se je razvila raznovrstna industrija, ki temelji na domačih kovinskih in nekovinskih rudah in izdeluje proizvode visoke kakovosti. Kanada je ena največjih porabnic energije na prebivalca. To si lahko privošči zaradi velikih hidroenergetskih zmogljivosti, ki pokrivajo več kot dve tretjini potreb po električni energiji. Daleč najpomembnejši industrijski območji sta v Ontariu in Quebecu, saj dajeta kar tri četrtine vrednosti industrijske proizvodnje.
Avtomobilska industrija prispeva več kot četrtino vsega izvoza. Pomembni sta tudi kemična industrija, predvsem petrokemična v zahodnem delu, in farmacevtska industrija. Petrokemično industrijo zahodne Kanade večinoma obvladuje ameriški kapital, usmerjena pa je v proizvodno izdelkov bazične organske kemije za ameriški trg in umetnih gnojil, izdelke za široko porabo pa izdelujejo v Ontariu in Quebecu iz surovin, uvoženih iz ZDA.
Živilska industrija je izrazito zgoščena v Ontariu in Quebecu vzdolž najpomembnejših prometnih poti od juga Ontaria prek Montreala do Quebec Cityja. Tam pridelujejo tudi izdelke iz drugih delov države, večja zgostitev te industrije je še v južnih delih prerijskih provinc.
Z velikimi državnimi naložbami v raziskovanje in razvoj je Kanada postala svetovna velesila tudi v letalski industriji. Najuspešnejše so družbe Bombardier, Bell Helicopter s polovičnim deležem v proizvodnji turbinskih helikopterjev ter Pratt & Whitney.

### Kmetijstvo
Težko je verjeti, da so bile rodovitne prerije pred 100 leti v glavnem še nenaseljene. Leta 1941 so v Kanadi našteli okoli 750.000 kmetij, danes pa jih je več kot polovico manj. Na območjih, kjer vremenske in druge razmere niso omogočale velikega pridelka, so naselja spet opustili, v podnebno ugodnem in rodovitnem svetu pa so ostale velike kmetije, ki so opremljene s sodobno tehniko in mehanizacijo in ki obdelujejo čedalje večje površine zemlje.

### Ribištvo
Ribištvo je postalo pomembna gospodarska panoga šele, ko se je vključila v zvezno državo Nova Fundlandija, čeprav so se seveda njeni prebivalci ukvarjali z njim že od 15. stoletja. Za Novo Fundlandijo in druge obmorske province so ribe in ribji izdelki glavno izvozno blago in so življenjskega pomena za njihovo sicer dokaj šibko in nerazvito gospodarstvo.

### Gozdarstvo
Gozdarska industrija temelji na dozdevno neizčrpnih zalogah lesa. Gozdovi pokrivajo več kot 3,2 milijona km² dežele, predvsem na Kanadskem ščitu in v Britanski Kolumbiji. Les so stoletja uporabljali za gradnjo in kot gorivo, proti koncu 19. stoletja pa sta se začeli naglo razvijati tudi papirna industrija in proizvodnja celuloze.

### Prometno omrežje

#### Cestno omrežje
V vzhodnem delu države je zelo gosto, v redko poseljenih severnih delih so maloštevilne, večinoma makadamske ceste.

#### Železniški promet
Kanada ima dve čezcelinski progi. Potekata po južnih delih države od Atlantske obale prek Montreala, Winnipega, Regine, Calgaryja oz. Edmontona do pristanišča Vancouver ob Tihem oceanu.

#### Ladijski promet
Morska pot Sv. Lovrenca je ena najpomembnejših notranjih plovnih poti na svetu. Po njej lahko pljujejo čezoceanske ladje, vendar je zaradi ledu odprta le od aprila do decembra. Po njej prevažajo predvsem razsuti tovor, nafto, avtomobile in jeklo.

#### Letalski promet
Največja letalska prevoznika sta Air Canada in prav tako zasebni prevoznik Canadian Airlines International.

## Demografija

### Jeziki
Na zvezni ravni sta uradna jezika angleščina in francoščina. Francoščina je uradni jezik province Québec, medtem ko sta provinca New Brunswick in prestolnica Ottawa dvojezični. V ozemljih na severu države se uporabljajo tudi jeziki prvotnih ljudstev.
Spodnja tabela podaja število prebivalstva po posameznih provincah in ozemljih s številom govorcev, kot je to podano v popisu prebivalstva Kanade 2011 (»Home language«).
| Provinca/ozemlje             | Skupaj prebivalcev | Angleščina | %     | Francoščina | %     | Drugi jeziki | %     | Uradni jezik(i) |
| ---------------------------- | ------------------ | ---------- | ----- | ----------- | ----- | ------------ | ----- | --- |
| Ontario                      | 12.722.065         | 10.044.810 | 78,95 | 284.120     | 2,23  | 1.827.870    | 14,36 | angleščina (de facto) |
| Quebec                       | 7.815.955          | 767.415    | 9,81  | 6.249.080   | 79,95 | 554.405      | 7,09  | francoščina |
| Britanska Kolumbija          | 4.356.205          | 3.506.600  | 80,49 | 16.685      | 0,38  | 670.095      | 15,38 | angleščina (de facto) |
| Alberta                      | 3.610.185          | 3.095.255  | 85,73 | 24.690      | 0,68  | 379.550      | 10,51 | angleščina |
| Manitoba                     | 1.193.095          | 1.007.325  | 84,42 | 17.950      | 1,5   | 125.285      | 10,5  | angleščina |
| Saskatchewan                 | 1.018.310          | 938.170    | 92,13 | 4.295       | 0,42  | 59.240       | 5,81  | angleščina |
| Nova Škotska                 | 910.620            | 868.765    | 95,40 | 15.940      | 1,75  | 18.510       | 2,03  | angleščina (de facto) |
| Novi Brunswick               | 739.895            | 512.115    | 69,21 | 209.885     | 28,36 | 9.310        | 1,25  | angleščina, francoščina |
| Nova Fundlandija in Labrador | 509.950            | 502.475    | 98,53 | 1145        | 0,22  | 5.000        | 0,98  | angleščina (de facto) |
| Otok princa Edvarda          | 138.435            | 132.200    | 95,49 | 2.465       | 1,78  | 2.925        | 2,11  | angleščina (de facto) |
| Severozahodno ozemlje        | 41.040             | 36.485     | 88,9  | 555         | 1,35  | 3.620        | 8,8   | čipevjanščina, krijščina, angleščina, francoščina, gvičinščina, inuinaktunščina, inuktitutščina, inuvialuktunščina, severna slavejščina, južna slavejščina, tličovščina |
| Jukon                        | 33.655             | 31.025     | 92,18 | 820         | 2,43  | 1240         | 3,68  | angleščina, francoščina |
| Nunavut                      | 31.765             | 14.440     | 45,45 | 245         | 0,77  | 16.820       | 52,95 | inuktitutščina, inuinaktunščina, angleščina, francoščina |
| Kanada                       | 33.121.175         | 21.457.080 | 64,78 | 6.827.860   | 20,61 | 3.673.865    | 11,09 | angleščina, francoščina |

Vir: Statistics Canada, 2011 Census Population by language spoken most often and regularly at home, age groups (total), for Canada, provinces and territories (številke predstavljajo enoznačne odgovore).